# 特里蒙特 (印地安納州)
特里蒙特（英語：Tremont）是位於美國印地安納州波特縣的一個鬼鎮。

## 地理
特里蒙特所處的海拔為高於海平面238米（即781英呎），而該地所採用的時區為UTC-5，即北美東部時區（EST）。同時該地設有夏令時間，為UTC-5調快一小時，即UTC-4（EDT）。